# エクシオグループ
エクシオグループ株式会社（英: EXEO Group, Inc.）は、東京都渋谷区に本社を置く通信建設会社。主にNTTグループやKDDI等の通信事業者向けの電気・通信基盤構築を手がけており、業界トップクラスの規模をもつ。通信建設業界ではコムシスホールディングス、ミライト・ワンとともに国内大手通信インフラ企業の一つ。東京証券取引所プライム市場に上場しており、JPX日経インデックス400の構成銘柄の一つ。

## 主力製品・事業
- 電気通信インフラ構築事業 - あらゆる電気通信設備について、設計・施工・保守までの一元的なサービスを提供。
  - 光アクセス工事
  - 移動通信工事
  - 伝送・交換・IP設備工事
  - 電力設備工事
  - 通信土木工事
  - 電気・空調・衛生・消火設備工事
  - 海外通信設備工事
- IT事業 - コンサルティング・提案・設計・構築・保守・運用まで一貫したソリューションを提供。
  - ソフトウェア開発
  - ITコンサルティング
  - 各種システム構築
  - データセンターサービス
  - 運用・監視・保守
- 環境事業 - 環境技術にIT・通信・土木技術を融合させたソリューションを提供。
  - 水処理設備構築
  - ゴミ処理設備構築
  - 風力発電設備構築
  - 木質バイオマスボイラ設備構築
- その他事業 - EXEOグループのうち数社が下記の事業を営んでいる。
  - 物流業
  - 警備業
  - 情報処理・電気通信・産業用・家庭用電気機器、建築資材、建設機械、自動車の販売、賃貸および修理
  - 損害保険代理業
  - 生命保険募集業
  - 有料職業紹介事業
  - 輸出入業
  - 古物売買業

## 主要事業所
- 本社 - 東京都渋谷区渋谷3丁目29-20
  - 東京総合エンジニアリングセンタ - 東京都大田区平和島4丁目1-23
  - 三田事業所 - 東京都港区三田三丁目5-27 住友不動産東京三田サウスタワー7階
- 西日本本社 - 大阪府大阪市西区京町堀3丁目6-13

### 支店・営業所
支店：13　営業所：20
- 本社
  - 新潟営業所（新潟県新潟市中央区）
  - 千葉営業所（千葉県千葉市中央区）
  - 埼玉営業所（埼玉県さいたま市南区）
  - 茨城営業所（茨城県水戸市）
- 北海道支店（北海道札幌市豊平区）
- 東北支店（宮城県仙台市青葉区）
  - 岩手営業所（岩手県紫波郡矢巾町）
  - 山形営業所（山形県山形市）
  - 福島営業所（福島県いわき市）
- 甲信支店（山梨県甲府市）
  - 長野営業所（長野県長野市）
- 南関東支店（神奈川県横浜市神奈川区）
- 東海支店（愛知県名古屋市中区）
  - 静岡営業所（静岡県田方郡函南町）
  - 三重営業所（三重県津市）
  - 岐阜営業所（岐阜県加茂郡坂祝町）
- 関西支店（大阪府大阪市中央区）
  - 京都支店（京都府京都市上京区）
  - 兵庫支店（兵庫県神戸市兵庫区）
  - 北陸支店（石川県金沢市）
- 四国支店（香川県高松市）
  - 松山営業所（愛媛県松山市）
  - 高知営業所（高知県高知市）
- 中国支店（広島県広島市東区）
  - 山口営業所（山口県防府市）
  - 島根営業所（島根県雲南市）
- 九州支店（福岡県福岡市南区）
  - 沖縄支店（沖縄県中頭郡西原町）
  - 熊本営業所（熊本県熊本市中央区）
  - 北九州営業所（福岡県北九州市八幡東区）
  - 長崎営業所（長崎県長崎市）
  - 大分営業所（大分県大分市）
  - 南九州営業所（鹿児島県鹿児島市）

## 沿革
- 1954年 - 協和電設株式会社として設立。7月に総合建設業者認定と通信線路・通信機械・伝送無線の1級の資格認定を受ける。共同工業株式会社、日本電話工業株式会社を吸収合併する。
- 1963年 - 洞道工事にシールド工法を導入。初の海外進出。東京証券取引所第2部に上場。
- 1972年 - 東京証券取引所1部に上場。
- 1973年 - 大阪証券取引所1部に上場。協和通信工業株式会社と合併する。
- 1975年 - コンピュータ耐震据付MK工法を開発。
- 1978年 - 自動車電話工事を着工。
- 1983年 - 光ファイバー工事を受注。
- 1988年 - 浸透型流出抑制の開発で建設技術評価書を授与される。
- 1989年 - 合弁会社BANGKOK ENGINEERING & CONSTRUCTION CO.LTDをタイ王国のバンコク都に設立。
- 1991年 - 株式会社協和エクシオに社名変更。「通信設備総合種」を取得。合弁会社MG EXEONETWORK INC.をフィリピンのマニラ市に設立。
- 1992年 - 合弁会社COLTEL-EXEO INGENIRIAY CONSTRUCIONS.de R.L.deC.V.をホンジュラスのサン・ペドロ・スーラ市に設立。
- 1993年 - 研究開発センターを開設する。
- 1995年 - フィリピンで生活排水浄化設備のデモンストレーションプラントを建設。
- 1996年 - SE本部が発足。
- 1999年 - 渋谷三丁目に本社新社屋が完成。ISO9001の認証取得。
- 2000年 - 大明株式会社、株式会社アトムシステムと業務提携。
- 2001年 - 株式会社昭和テクノスと合併。
- 2003年 - OHSAS18001認証取得。
- 2004年
  - 大和電設工業株式会社を子会社化。
  - 和興エンジニアリング株式会社を子会社化。
- 2005年 - カナック株式会社を子会社化。
- 2008年 - 大阪証券取引所上場廃止。
- 2010年 - 池野通建株式会社、有限会社ユウアイ通建、大東工業株式会社を子会社化。
- 2011年 - アイコムシステック株式会社を子会社化。
- 2014年
  - 子会社の株式会社三協テクノが、株式会社ユメックス中国を吸収合併[5]。
  - 子会社の株式会社エクシオ三幸が、株式会社イーネットを吸収合併[6]。
  - エポネット株式会社、株式会社WHEREと資本・業務提携を実施[7]。
  - 子会社の株株式会社シグマックスが、株式会社ベルテックと株式会社ユーニスを吸収合併[8]。
  - 株式会社AIDホールディングスを子会社化[9]。
- 2015年
  - 連結子会社の和興エンジニアリング株式会社が、池野通建株式会社を吸収合併し、株式会社エクシオテックに商号変更[10]。
  - 連結子会社の株式会社協和シナックスが、大東工業株式会社と株式会社新協エンジニアリングを吸収合併し、株式会社エクシオネットワークに商号変更[11]。
- 2016年
  - 可搬型スマート電源『サバイバル電源』販売開始[12]。
  - 女性活躍推進法に基づく「えるぼし」企業として、最上位の認定を受ける[13]。
- 2017年
  - 株式会社ネクストジェンと資本・業務提携を実施[14]。
  - 株式会社Phone Appliと資本・業務提携を実施[15]。
- 2018年
  - EXEO ASIA CO.,LTD.をタイに設立[16]。
  - 従業員やモノの所在、執務環境を見える化する『EXOffice』 販売開始[17]。
  - シーキューブ株式会社を完全子会社化[18]。
  - 西部電気工業株式会社を完全子会社化[19]。
  - 日本電通株式会社を完全子会社化[20]。
  - 子会社のアイコムシステック株式会社が、株式会社メディックスを子会社化[21]。
  - 株式会社コーケンを完全子会社化[22]。
  - Leng Aik Engineering Pte.Ltd.を完全子会社化[23]。
  - 平成30年度「テレワーク先駆者百選」に選定される[24]。
- 2019年
  - 子会社EXEO GLOBAL（エクシオ グローバル）Pte.Ltd.をシンガポールに設立[25]。
  - 子会社のEXEO GLOBAL Pte.LtdによるDeClout Limitedの子会社化[26]。
  - 子会社の株式会社エクシオテックが、株式会社エクシオネットワークとフジ電設株式会社を吸収合併[27]。
  - セカンドサイト株式会社と資本・業務提携を実施[28]。
  - 北第百通信電気株式会社を子会社化[29]。
  - 子会社の株式会社ケイ・テクノスによる株式会社永和ビルテックと株式会社永和メンテナンスの子会社化[30]。
  - 株式会社サン・プラニング・システムズを子会社化[31]。
  - 株式会社LTE-X と資本・業務提携を実施[32]。
  - 子会社のEXEO GLOBAL Pte. Ltd.によるWinner Engineering（ウィナー エンジニアリング）Pte. Ltd.の子会社化[33]。
  - 株式会社シーピーユーを子会社化[34]。
- 2020年
  - 女性活躍推進に優れた企業として「なでしこ銘柄」に初選定[35]。
  - LGBTQに関する取組を評価する「PRIDE指標2020」にてブロンズ認定を取得[36]。
  - 子会社の協栄電設工業株式会社による株式会社ビジョンシステムの子会社化[37]。
- 2021年
  - 子会社の株式会社エクシオテックによる大国屋電機工業株式会社の子会社化[38]。
  - 女性活躍推進に優れた企業として、令和2年度「準なでしこ」に選定[39]。
  - 子会社の新栄通信株式会社による新栄電設株式会社の子会社化[40]。
  - 子会社の株式会社ケイ・テクノスによる西日本電話工事株式会社の子会社化[41]。
  - エクシオグループ株式会社に社名変更[42]。
  - 子会社の東邦通信株式会社が、株式会社エコス北栄を吸収合併し、エクシオ・エンジニアリング北海道株式会社に商号変更[43]。
  - 子会社の株式会社シグマックスが、株式会社ユウアイ通建を吸収合併し、エクシオ・エンジニアリング東北株式会社に商号変更[43]。
  - 子会社の株式会社ケイ・テクノスによるコムシス九州エンジニアリング株式会社のアクセス事業の譲受[44]。
  - 株式会社アイティ・イットを完全子会社化[45]。
  - LGBTQに関する取り組みを評価する「PRIDE指標2021」にてシルバー認定を取得[46]。
  - 菱星システム株式会社を子会社化、株式会社リョウセイに商号変更[47]。
  - 機動グローバルホールディングス株式会社、機動建設工業株式会社を完全子会社化[48]。
  - 光陽エンジニアリング株式会社を完全子会社化[49]。
- 2022年
  - 子会社の株式会社ケイ・テクノスによる西九州電建工業株式会社を子会社化[50]。
  - 子会社のアイコムシステック株式会社とアクレスコ株式会社の開発機能とを統合し、エクシオ・デジタルソリューションズ株式会社に商号変更[51]。
  - 子会社の株式会社アイティ・イットとアクレスコ株式会社の運用機能とを統合し、エクシオ・システムマネジメント株式会社に商号変更[51]。
  - 女性活躍推進に優れた企業として、令和3年度「準なでしこ」に選定[52]。
  - 株式会社イセキ開発工機を子会社化[53]。
  - 子会社の株式会社三協テクノと協栄電設工業株式会社が合併し、エクシオ・エンジニアリング西日本株式会社に商号変更[54]。
  - ICT-ISACへ加盟[55]。
  - 子会社の株式会社キステムが、株式会社キョクヨウを合併[56]。
  - 子会社のエクシオ・デジタルソリューションズが、サンデンシステムエンジニアリング株式会社を子会社化[57]。
  - みずほ銀⾏と「Mizuho Eco Finance」の融資契約を締結[58]。
  - 株式会社サンエツを連結子会社化[59]。
  - LGBTQに関する取り組みを評価する「PRIDE指標2022」にてシルバー認定を取得[60]。
  - 令和4年度卓越した技能者（現代の名工）を受賞[61]。
  - e-モビリティ技術のスケールアップ企業のCharged Asiaへの出資[62]。
- 2023年
  - 子会社のEXEO GLOBAL Pte. Ltd.による Telistar Solutions Pte Ltdの子会社化[63]。
  - 営農型の太陽光発電施設「ソーラーシェア」事業拡大に向け関連する12社が連携[64]。
  - D&I Award 2022にてBest Workplace for Diversity&Inclusionに認定[65]。
  - 子会社のエクシオインフラ株式会社が株式会社インフラテクノを合併[66]。
  - PicoCELA 株式会社と資本・業務提携契約を締結[67]。
  - JICTとエクシオグループ、インドネシアにおける屋内通信インフラシェアリング事業へ追加支援[68]。
  - 株式会社フィックスポイントとの資本・業務提携[69]。

## グループ会社
グループ会社は、エクシオグループ株式会社を親会社とし、シーキューブ、西部電気工業、日本電通を含む子会社88社、及び非連結子会社15社、関連会社19社で構成される。
- シーキューブ株式会社
  - シーキューブグループ
    - 株式会社シーキューブ愛知
    - 株式会社シーキューブ三重
    - 株式会社シーキューブ静岡
    - 株式会社テレコムリンク
    - 三通建設工事株式会社
    - 日本協同建設株式会社
    - 株式会社エフシーテクノ
    - 東海通建株式会社
    - 株式会社シー・エス・ケエ
    - 株式会社アイギ
    - 株式会社嶋田建設
    - 株式会社トーカイ
    - 株式会社CTS
    - 三光通信株式会社
    - クローバーエース株式会社
    - 株式会社フューチャーイン
    - 株式会社ケーエスジャパン
    - 株式会社シーキューブトータルサービス
- 西部電気工業株式会社
  - 西部電気工業グループ
    - 西部電設株式会社
    - 九州通信産業株式会社
    - 九州ネクスト株式会社
    - 昇建設株式会社
    - 公栄設備工業株式会社
    - ひばりネットシステム株式会社
    - 株式会社カープラザSeibu
- 日本電通株式会社
  - 日本電通グループ
    - NDIソリューションズ株式会社
    - ニックコンピュータサービス株式会社
    - 株式会社毎日映像音響システム
    - 株式会社大一電業社
- 大和電設工業株式会社
  - エクシオ・エンジニアリング東北株式会社
- 株式会社エクシオテック
  - 大国屋電機工業株式会社
- エクシオ・エンジニアリング北海道株式会社
- エクシオ・エンジニアリング西日本株式会社
  - 株式会社ビジョンシステム
- 新栄通信株式会社
- 株式会社サンクレックス
- 株式会社カナック
  - 株式会社カナック・ビジネス・ソリューション
  - 関西警備保障株式会社
- 株式会社ケイ・テクノス
  - 株式会社永和ビルテック
  - 西日本電話工事株式会社
- 光プログレス株式会社
- 株式会社DENKEN
- 株式会社リョウセイ
- 光陽エンジニアリング株式会社
- 株式会社サンエツ
- エクシオインフラ株式会社
- 株式会社コーケン
- 機動グローバルホールディングス
  - 機動建設工業株式会社
- 株式会社イセキ開発工機
- 株式会社エクシオモバイル
- 株式会社電盛社
- ジャストエンジニアリング株式会社
- エクシオ・デジタルソリューションズ株式会社
  - 株式会社メディックス
  - エクシオ・コアイノベーション株式会社
- エクシオ・システムマネジメント株式会社
- 株式会社アドヴァンスト・インフォーメイション・デザイン
- 株式会社WHERE
- 北第百通信電気株式会社
- 株式会社サン・プラニング・システム
- 株式会社シーピーユー
- 株式会社キステム
- 株式会社新和製作所
- エクシオ物流サービス株式会社
- 株式会社エクシオビジネス
- 株式会社あしかがエコパワー
- MG EXEO NETWORK, INC.
- EXEO GLOBAL PTE.LTD.
- LENG AIK ENGINEERING PTE.LTD.
- EXEO ASIA CO.,LTD.
- DeClout PTE.LTD.
- Aeaqon PTE.LTD
- vCargo Cloud PTE.LTD
- DHOST Pte.Ltd
- Arco Pte Ltd
- Ascent Solutions Pte Ltd.
- WINNER ENGINEERING PTE.LTD
- 68 Systems & Project Engineering Pte Ltd

## 技能五輪国際大会で受賞した社員
- 清水義晃（府中工業高校卒業）　第44回技能五輪国際大会（2017年）　情報ネットワーク施工職種・金メダル[70]
- 森野陽気（洛陽工業高校卒業）　第41回技能五輪国際大会（2011年）　情報ネットワーク施工職種・金メダル
- 野瀬茂紘（星翔高校電気工学科卒業）　第40回技能五輪国際大会（2009年）　情報ネットワーク施工職種・金メダル
- 山口雄基（荒川工業高校電気科卒業）　第39回度技能五輪国際大会（2007年）　情報ネットワーク施工職種・金メダル
- 小湊大輔　第38回技能五輪国際大会（2005年）　情報ネットワーク施工職種・金メダル

## エリア放送
2013年7月に地上一般放送局の免許を取得、韮崎市の新府ソーラー発電所構内に地上一般放送局1局を設置して、2023年6月までワンセグ放送を行っていた。
| 免許人                    | 局名                           | 呼出符号     | 物理チャンネル | 周波数        | 空中線電力 | ERP   | 業務区域                    |
| ------------------------- | ------------------------------ | ------------ | -------------- | ------------- | ---------- | ----- | --------------------------- |
| エクシオグループ 株式会社 | エクシオグループ韮崎エリア放送 | JOXZ3BL-AREA | 47ch           | 677.142857MHz | 58μW       | 190μW | 中田町 新府メガソーラー構内 |